# Peter Tigerstedt
Peter Magnus Alexander Tigerstedt, född 8 december 1936 i Helsingfors, död 10 oktober 2022 i Esbo var en finländsk botaniker. Han var sonson till Axel Fredrik Tigerstedt. 
Tigerstedt blev filosofie doktor 1969, var biträdande professor i skogsförädling 1969–1970, som e.o. professor i växtförädlingslära vid Helsingfors universitet 1970–1978 och professor i ämnet 1978-2000. Han var på 1970-talet även gästprofessor vid några amerikanska universitet.